# 流苏苞蕗蕨
流苏苞蕗蕨（学名：Hymenophyllum fimbriatum）也称叢葉蕗蕨，为膜蕨科膜蕨屬下的一个种。